# Тарновский, Владимир Владимирович
Владимир Владимирович Тарновский (имя при рождении — Валентин; 20 июня 1930, Славянск, Сталинская область, УССР, СССР — 26 февраля 2013, Рига, Латвия) — участник Великой Отечественной войны, сын полка (370-й артиллерийский полк).

## Биография
Валентин Тарновский родился летом 1930 года в городе Славянск Украинской ССР (ныне — в Донецкой области Украины). Жил с матерью и отчимом; оба работали на заводе «Красный химик». Через два дня после его одиннадцатого дня рождения началась война. Отчим сразу ушёл на фронт, где вскоре и погиб. В октябре 1941 года в город вошли немцы — маму забрали и, как и других коммунистов, расстреляли. После этой трагедии Валю приютила жена маминого брата, а младшего брата — родственники отчима.
В феврале 1943 года Славянск ненадолго был освобождён Красной армией. Вторично оставаться под оккупацией Валя не хотел — ушёл вместе с войсками и временно остановился у дальних родственников в деревне Шандрыголово, в которой после освобождения возобновила работу церковь. Местный батюшка предложил мальчику пройти таинство крещения, после чего Валя получил новое имя — Владимир.
Вскоре Володя познакомился с офицерами 370-го артполка, за освобождение Сталино (ныне — Донецк), получившего вместе со своей дивизией почётное наименование «Сталинский», и те взяли 13-летнего паренька, мечтавшего отомстить за своих родных, разведчиком. 
23 февраля 1944 года при форсировании Днепра в боях за село Золотая Балка Николаевской области был тяжело ранен командир дивизиона капитан Шебалов. Рискуя жизнью, Володя Тарновский под пулемётным огнём противника оказал ему первую помощь и вместе с ефрейтором Торшиным вынес командира с поля боя, чем спас ему жизнь. Кроме того, во время ледохода, когда переправа и линейная связь не работала, рискуя жизнью, он на лодке ежедневно переправлялся с продуктами и питанием для радиостанций, чем обеспечил питание личного состава на наблюдательном пункте дивизиона и радиосвязь с батареями. За эти подвиги Владимир Тарновский получил свою первую награду — он был представлен к ордену Славы III степени.
Следующую свою награду юный ефрейтор получил за взятие «языка». Глядя на ребёнка, ведущего в расположение своей части со взведённым автоматом пленного двухметрового унтер-офицера, проходящие мимо солдаты не могли сдержать хохота. Владимира Тарновского представили к медали «За отвагу».
Участвовал в штурме Берлина, в том числе в зачистке центра города. Подавлял огневые точки эсесовцев в развалинах зданий.
В послевоенные годы Владимир Тарновский окончил школу с золотой медалью, в Одесском институте инженеров морского флота считался самым перспективным студентом. По распределению попал в Латвию, где работал на Рижском судоремонтном заводе. Выйдя на пенсию, включился в общественную жизнь: являлся заместителем председателя Латвийской ассоциации борцов антигитлеровской коалиции, активно участвовал в работе Совета общественных организаций Латвии.
Владимир Владимирович скончался 26 февраля 2013 года в Риге. Был похоронен на Яунциемском кладбище.